# シトロン (アニメポケットモンスター)
シトロンは、任天堂のゲームソフト『ポケットモンスター』を原作とするアニメ「ポケットモンスターシリーズ」に登場する架空の人物。声優は梶裕貴。

## プロフィール
- 職業：ポケモントレーナー、ミアレシティジムリーダー
- 出身：カロス地方、ミアレシティ
- 登場時期[1]：XY・MV・PM2
- 主な経歴
- 学歴:電気ポケモン専門学校 卒業

## 各国の日本国外名
- 英語：Clemont
- マレー語：Clemont
- インドネシア語：Citron (チトロン)
- サンスクリット：चित्रोन्
- ヒンディー語：चित्रोन
- マラヤーラム語：ചിത്രൊന്
- タミル語：சித்ரொந்
- 韓国語：シトゥロン(ハングル：시트론)

## 人物
金髪碧眼、大きな丸眼鏡、水色で余裕のあるつなぎが特徴の少年。
一人称は「僕」。ミアレシティのジムリーダーだが、XY編ではサトシの仲間として旅をしていた。留守中のジム戦は代理ロボット「シトロイド（声 - 佐藤健輔）」が代行していた。また、XY67話などシトロンがジムリーダーとしてバトルする時はシトロイドが審判を務めていた。
普段の口調は、妹のユリーカ以外には基本的に敬語で、物腰の柔らかい優しい性格だが、やや腰が低い。その一方でバトルの際や発明品を披露する時は眼鏡を光らせて強気な性格が出る。やや緊張しやすいらしく、ポケビジョンの撮影ではガチガチになり撮影にならなかったり、写真を撮ってもらうだけでも笑顔が強張っている。また、高所恐怖症で52話の崖に貼り付けられた細道や83話のマンムーや雪山の高さに怯えていた。だがサトシやセレナと同様正義感は強く、自分勝手な我が儘を連発するアリー姫（声 - 福圓美里）を強く叱ったこともある（この時はユリーカ達も言い過ぎと言うほど驚いていた）。兄としての自覚も強く、迷惑をかけたユリーカに注意したり、妹が危機に遭った時は身を挺して助けようとしたりする。冷静なバトルスタイルが持ち味で、ポケモンの特徴を生かすバトルをする。
サトシの男性仲間のポジションであるタケシ、ケンジ、デントと異なり、身長はサトシより若干低い（前述の3人はサトシより背が高い）。ミアレシティの街の一角で電気店を営むリモーネを父に持つ。
発明家でもあり、多数の発明品を持ち、カロス発電所の開発に携わったり、シトロンが通っていた電気ポケモン専門学校の近辺には電気を自由に発電できるシステムがある。またシトロイドといったロボットも作ることがある。どの発明品も披露するたびにサトシが目を輝かせながら興奮し、ユリーカとセレナからは呆れられている。そのほとんどは強度が脆く、ちょっとした失敗やミスで爆発してはたびたび周囲を巻き込むが、中には問題解決への糸口になることもある。ユリーカが「そのまんま」と言うほどネーミングセンスが悪く、ロケット団のメカの名前や製造に感心する事もある。反面、ロケット団側もシトロンの発明に目をつけることもあるほど。ポケモンセンターの発電機やロボンのような他人が製作した機械も直すことができる。ロボットやカラクリに目がないらしく、ロボット（ロボン）が居ると聞くなりバテていたのが急に元気になったり、カラクリフェスティバルでは一人興奮し、別人のように生き生きとしていた。しかし、XY&Z最終回後の特別編ではミアレシティで行われた釣り大会で全然ポケモンが釣れず、ポケモンの動きを探知し、大量に釣り上げるメカのマシンを製作し、釣り上げようとした際、偶然知り合ったデントからは釣りを機械任せですることを否定され、釣りソムリエとして釣りに対して強いこだわりを持つデントと「サイエンスが未来を切り開く」という考えのシトロンとは違う為「僕は全てを機械任せにするのは反対」と言い放たれるなど真っ向から対立していた。
発明品を使う際の台詞は「サイエンスが未来を切り開く時! シトロニックギア、オン!」。発明家のプライドの為か心霊現象など非科学的なものは信じないが、それらに関してはユリーカより苦手意識を持っている。料理が得意で、旅の食事は彼が担当している。いつも背負っているリュックサックも発明品の1つで、下部にはエイパムの尻尾を模したエイパムアームが装備してあり、セキュリティ等のハッキング操作を可能としている。また、シトロンのお嫁さん探しに女性に声をかけるユリーカを制止する役目も担っている。アームはマフォクシーの炎に耐え切るほどの強度を持つ。
運動が大の苦手で、少し走っただけですぐ息切れしたり、スカイバトルに挑戦したときは飛んですぐにバランスを崩し、3人の中で最初に落ちてしまっていた。サトシ達で走っている時、彼だけは遅れて「待ってください」と叫ぶのがお約束になっている。また、ユリーカに「遅い」と怒られることも。間抜けていたりドジな部分も多く、ユリーカからも「お兄ちゃん1人じゃ頼りない」と心配されていて、彼女が兄の面倒を見てくれそうだと感じる女性に結婚を頼む原因となっている。眼鏡は視力の補助用で失くすと岩を人と勘違いしてしまう。
サトシと同様、恋愛に疎い部分もありセレナがサトシを好きなことに全く気付かなかった。XY&Z11話でもフラエッテと仲良くなったオンバットを「ドラゴンタイプはフェアリータイプが苦手なはずなのに」と不思議に思うなどの一面を見せ、ユリーカからは「にぶーい」「頭固い」とからかわれている。その為一度シルブプレを止めた際「恋人ぐらい自分で探します」とユリーカに反論したものの彼女からは信用されなかった。しかしサトシ同様前述のように結婚やお嫁のことに関しては理解している他、XY&Z28話でセレナのサトシに対する告白を聞いたことをきっかけに少なからずサトシに対する特別な想いを抱いていたこと自体には気づいていた。
サトシに対しては、ポケモンを大事に想い、時には単身でポケモンが巻き込まれたトラブルに立ち向かう姿やポケモンバトルにおいて「発想と意外性」を持つと一目置いていて、一緒に旅をすることを選んだ。XY&Z28話ではセレナが「サトシは憧れの人」という告白を聞いた際は「僕も同じです」と語っていた。そして、自分自身も身を呈してハリマロンやルクシオを救うなどの成長につながっている。
セレナの事は、リモーネに旅立ちを宣言した時に交わした「ユリーカの面倒を自分が見る」と約束を守り続けているため信頼していて、自分を見つめ直す為に一行と1度別れた際安心してユリーカを託していた。
洞察力に優れていて、コルニのルカリオが彼女の指示に関係なく技を繰り出すことに誰よりも早く気づいていたり、一次審査で敗退しても明るく振舞うセレナの強がりを見抜き案じていた。XY&Z最終回後の特別編でも、同じジムリーダーという立場でユリーカの釣り上げたブロスターがアクアジェットで襲いかかってきた際にマッギョのどろばくだんで撃退し、ユリーカを救ったデントに対しても「普通のトレーナーとは思えないなかなかのポケモンの使い手、技の指示や時に応じた瞬時で的確な判断をしている」とデントに言わしめる程。また、プラターヌ博士からも「鋭い」と褒められている。ただしその反面、考え込んでいると周りが見えなくなることもあり、料理を焦がしてしまうことがある。
またケンジのように損な役回りになることがあり、XY17話では自分が開発したメカが暴走し、一人空高く飛ばされたときに誰も気にしてなかったり、XY18話ではアリー姫が奪ったポケモンの笛を返してもらう条件として、アリー姫の嫁になる条件として交換され、セレナとユリーカの作戦により用事が済んだらすぐ迎えに来るからと言われていたが、完全に忘れさられそうになっていた。
モデルはゲーム『ポケットモンスター X・Y』に登場するジムリーダー。タケシとデントの流れを汲むジムリーダーの仲間である。原作のイラストでは眼鏡の反射で瞳が見えないが、アニメ版では瞳が描かれている。また、強気な性格になったり、羞恥心で紅潮した際などはゲーム版と同様に眼鏡の反射で瞳が映っていない。
なお、この作品の次作にあたる『SM』編では、従来のジム戦がゲーム版同様に廃止され、その次作にしてサトシを主人公とするシリーズの最終作に当たる『新無印』編ではジム戦を主軸としない構成でサトシの同行者（ゴウとコハル）はアニメオリジナルキャラクターとなった。そのため、サトシと旅をする男性仲間タケシ・デントから続いていたジムリーダーのレギュラーキャラクター（ケンジはジムリーダーではなく、ゲーム版にも登場しない）はシトロンが最後となった。

### 別の世界のシトロン
XY36話でうつしみの洞窟から入り込んだ別世界にいたもうひとりのシトロン。本来の世界の本人に反して何でも出来るパーフェクト少年で運動神経が良く足が速い。
また、科学と相対する魔法を使うのでリュックサックにも魔法の杖が刺さっている。非科学的なものは信じない現実世界のシトロンと対照的にミステリーに興奮する。
現実世界のシトロンは敬語で話すのに対しこちらは対等な口調で話す。

## 来歴
サトシと出会う前、自身がジムリーダーの代理役として作ったロボット「シトロイド」にユリーカ共々ミアレジムを追い出され、それ以降はシトロイドを修理するためにジムへの侵入方法を模索していた。その最中、シトロイドによってミアレジムから放り出されたサトシを助け、サトシの誘いで彼とバトルする。その後、ロケット団のメカが暴走して正気を失ったプラターヌ研究所のガブリアスを助けたサトシの熱い行動を見て、共に旅をすれば強くなれると感じ、ユリーカと共にサトシのカロス地方の旅に同行する。
ハクダンシティからミアレシティに戻った直後、リモーネが自分がジムリーダーだという事実をサトシとセレナに喋ってしまい、ジムを乗っ取られた経緯を説明。そしてサトシ達との協力の末、シトロイドの再プログラミングを成功させる。
そして改めてリモーネに決意を伝え、自身の成長のためにシトロイドにジムを任せ、サトシ達と旅に出る。サトシとは彼がカロス地方でジムバッジを4個手に入れた時、自らがバトルをすることを約束しているが、いざサトシがバッジを4個手に入れた後、自分のトレーナーとしての力に疑問を感じ、自分を見つめなおす為に、カロス発電所のヘリで一足先にミアレシティに戻り、ジムで特訓に励む。
ミアレシティでサトシたちと合流した後は修行の成果を見せる為にサトシとジム戦するが敗北。再びジムをシトロイドに任せ、自身はサトシ達との旅を再開した。
フレア団事件後は、記憶を失ったシトロイドと共にミアレジムジムリーダーとしてもう1度共に成長することを決意する。カロス地方の冒険が終わる際、セレナのホウエン地方への旅立ちをサトシやユリーカと共に見届けた後、サトシがカントー地方へ発つ前まだ時間があったため、「最後にわがまま」としてポケモンバトルを申込み、サトシのピカチュウと自身のホルビーで真剣勝負を繰り広げる。その後はユリーカと共にミアレシティに戻った。
サトシ達と別れた後、ユリーカと釣り大会に参加していた際、かつて自身と同様にサトシと共に旅をしていたデントと偶然知り合う。当初は釣りソムリエで釣りに対して強いこだわりを持つデントはシトロンの発明したメカのマシンを真っ向から否定的し、「サイエンスが未来を切り開く」という自身の考えとは異なる為ぶつかっていたが、ユリーカが釣ったブロスターがアクアジェットで襲ってきた所をマッギョのどろばくだんで救ってもらった事と、その後の事件解決を得て認めあうようになり、身分もお互いに明かした。この際、シトロンはデントの事をただのトレーナーとは思わず、「なかなかのポケモンの使い手、技の指示や時に応じた瞬時で的確な判断をしている」と評した。のちに、シトロンが自身と同じくジムリーダーと知り、お互いジムリーダーだと知るとデントも驚いていた。ミアレシティの地下鉄の事件でユリーカを乗せた電車が発車してしまった際は、デントと協力してユリーカの救出に成功。その後地下鉄内で帯電症状になっていたシビルドンを助けて、無事解決した。またタケシとデントが出会った時のように、かつて2人が一緒に旅をしたサトシ直接の名は出さなかったが、性格や思い出を互いに思い出していた。
PM2の第4オープニングにて再登場が決定、本編での再登場は103話からとなる。ユリーカから発明のネーミングがまんまと言われたり、爆発して周囲を巻き込むのは相変わらず。
XY&Z終了時点の手持ちはホルビー、デデンネ、ハリマロン、レントラー。

## シトロンのポケモン
ジムリーダーとしては、電気タイプのポケモンをエキスパートとしている（ミアレシティでは「電気タイプの天才児」と言われている）。
シトロイドにジムを乗っ取られた件で元々連れていたポケモンをジムに置き去りにしてしまい、それ以降は自分のポケモンに対抗する為に電気タイプに有効なポケモンを手持ちにし、シトロイドからジムを取り戻した後も旅の最中は後者を手持ちにしている。

### 手持ちポケモン

#### ホルード
ホルビー→ホルード
- 声 - 赤﨑千夏（ホルビー）→不明
- 性別：♂
- 登場時期：XY

XY1話から登場。XY88話で描かれた回想によると、シトロンがシトロイドからジムをどう取り戻すか悩んでいた時に、ユリーカが持っていた果物を奪ったことが出会うきっかけとなる。ミアレシティで使われなくなった地下鉄の電車の車両で仲間のポケモンと暮らしており、奪った果物を仲間で分けるなどリーダー的な存在だった。対立しているホルードとバトルした際に怪我をし、シトロンに治療してもらいホルードとの再戦に向けてシトロンと特訓。再戦ではホルードに勝利して和解。地下鉄の取り壊し工事から住処の車両を守るため、シトロンの発明品で車両を再開発の予定がない別の場所に動かした。一旦はシトロンとその場で別れたが、名残惜しそうな顔をしていたのを察した仲間と、ホルードから仲間のことは任せるよう後押しされ、シトロンを追いかけ、そのままゲットされた。ユリーカによればシトロンはゲットした直後に大号泣したらしい。

その後サトシと会いバトルに使用される。腕のような耳を器用に駆使してサトシのピカチュウと互角に戦えるほどのバトルの実力は高い。XY9話ではシトロイドが使うエレザードと互角の勝負を繰り広げ、勝利した。シトロンの手持ちの中では活躍する機会が多く、彼も頼りにしている。
サトシとのジム戦では一体目として登場、新技「ワイルドボルト」の反動を「あなをほる」で補ってピカチュウを翻弄するが、地面に「アイアンテール」を放った衝撃で地面から叩き出され、連撃として繰り出された「アイアンテール」を受け敗れ去った。

野宿の際一人で皿の片付けをするなど、真面目な性格。シトロンと性格が似ている部分が多い。優しくて面倒見がよく、XY&Z10話おまけの紹介では「お兄ちゃん」タイプと言われていた。前述のポケモン達の面倒を見ていたリーダーだった経験を活かし、ハリマロン・ヤンチャム・デデンネの面倒を見ていることが多い。ハリマロンとは仲はいいものの、彼が起こすトラブルにはよく呆れた表情を見せている。XY84話ではお使いを任されたハリマロンに付き添う事をシトロンに頼まれ、苦労させられていた。仲間の中では特にピカチュウと仲が良い。ポケビジョンの撮影の際にはシトロンと共に緊張していた。XY&Z第2話でロケット団から逃げた際にイーブイとデデンネを引っ張ったり、崖から落ちたユリーカのために大怪我も省みず助け出したりと非常に頼もしい性格で、周りからも信頼されている。XY89話でセレナがゲットしようとイーブイを探していた際、イーブイをこっそり一度見逃してあげた事から、人見知りな彼女にも唯一懐かれていた。XY90話や91話など、まだ周りに慣れないイーブイを安心させようと常に彼女の横に居てあげる役を担う。XY&Z12話ではイーブイのパートナーとしてダンスパーティに参加する。XY&Z21話ではリリアの♀のミミロルに好かれアプローチされていたが、彼女に対しては困った様子をしていた。
ピカチュウとニャースが、ダークライにより見せられた悪夢の中での一人称は「ぼく」。シトロンと同じく丁寧な話し方をしていた。

PM2ではホルードに進化。ウオノラゴンの「ドラゴンダイブ」に敗れる。
現在の使用技は「あなをほる」、「アームハンマー」。進化前は「おうふくビンタ」、「マッドショット」、「ワイルドボルト」、「かげぶんしん」も使用。

#### デデンネ
デデンネ
- 声 - 佐藤恵
- 登場時期：XY

XY3話から登場。4番道路で取ろうとした木の実をうっかり落としてしまったのがきっかけでサトシ達と出会う。ユリーカに気に入られ、彼女の為にシトロンがキープしようとしたが直後にヤヤコマに木の実を取られた為に泣いて逃げてしまう。その後ヤヤコマをゲットしていたサトシ達に付いてきた。再度ゲットしようとしたものの、ピカチュウと一緒にサトシ達とはぐれた上にロケット団に追い回されて衰弱。シトロンが出した電気発生マシンで回復した後、再び襲ってきたロケット団をピカチュウと共に撃退し、XY4話で最後はシトロンにゲットされた。

シトロンのポケモンだがユリーカのキープポケモンであるためゲット後はユリーカが世話をする事になり、彼女によく懐いている。普段はモンスターボールに入らずユリーカのポシェットの中やユリーカの頭の上に乗ったりしており、ユリーカの指示に合わせる。XY62話でシトロンが一足先にミアレシティに戻った際にも彼女の元へ残っている。しかしあくまでもシトロンのポケモンなので彼の指示に合わせる事もある。

電気タイプ同士、ピカチュウとは電気で会話する。XY11話ではこの能力を活かし、離れ離れになったピカチュウを探し当てたり、XY65話でピカチュウに危険を教えることに成功している。

幼く無邪気な性格。その無邪気さでユリーカ（48話ではヒナ（声 - 釘宮理恵）、56話ではヌメラ）に頬擦りされると弾みで「ほっぺすりすり」を食らわすこともある。ユリーカと似ている部分があり、シトロンとリリアが仲良さそうにしていた事が気に入らなかったユリーカの気持ちを悟って2人の邪魔をした。普段は電気を節約する為に寝ている事が多く、肝心な時に寝ていて役に立たない事もある。ユリーカと出会ってばかりの頃はポシェットの中で寝てばかりいたが、後期になるとポシェットよりユリーカの頭に乗ることが増えた。ユリーカ達とはぐれた上にヌメラがロケット団に襲われたときは自分が身を挺してヌメラを庇ったり、フレア団に操られてジガルデ・50%フォルムになったプニちゃんからユリーカを庇うなどの勇気を持っている。その勇気が当初はフェアリータイプだからという理由で怖がられたヌメラと仲良くなることに繋がった。ハリマロンほどではないが食い意地があり、そのせいで物事を起こしたり、ポケモンハンターがしかけた罠のポフレにかかってしまったことがある。また、ハリマロンがお腹を壊し一同が呆れている時も唯一ハリマロンに無関心でポケモンフーズを食べ続けていた。バトルに使用されることは殆どないものの、ハリマロンを「でんきショック」一撃で倒す実力を見せる。

最終回では、サトシやセレナ、その他のポケモン達と別れる際、別れを嫌がり泣きながらユリーカのポシェットから抜け出し空港を逃げ回った。その後無事に発見され、ユリーカから「サトシより強いポケモントレーナーになること」「お兄ちゃん（シトロン）に勝ってジムバッジをゲットすること」「セレナに負けないポケモンパフォーマーになってセレナに勝つこと」と夢を打ち明けられ、「もちろんその時の私のパートナーはデデンネ」と言われ、みんなとの別れを受け入れる。

エンディングのクレジットはXY3話ではゲストキャラクターの位置だったが、XY4話以降はユリーカの下の位置となっている（『破壊の繭とディアンシー』や『光輪の超魔神 フーパ』ではレギュラーのポケモンたちと一緒にされている）。

使用技は「たいあたり」、「でんきショック」、「ほっぺすりすり」。

#### ハリマロン
ハリマロン
- 声 - 生天目仁美
- 性別：♂
- 特性：しんりょく
- 登場時期：XY

XY3話から登場。サトシのケロマツ、セレナのフォッコと同じく、元はプラターヌ研究所にいた初心者用ポケモンの1体。セレナに用意されたポケモンでもあり、彼女には選ばれなかったがXY10話にて研究所に立ち寄ったサトシ達と会う。プラターヌ博士がセレナとユリーカもろともロケット団に誘拐された時も当初はマカロンの事ばかり考えていたが、ロケット団の作ったメガメガメガメカニャースからシトロンに助けられたことをきっかけにサトシたちに助太刀し、事件解決後はご褒美で貰ったマカロンをシトロンたちに分け与えた。最後はシトロンを気に入りゲットされた。

シリーズに置いてのコミカル担当。お調子者でトラブルメーカーのような面が目立ち、ホルビーやレントラーには呆れられることが多いが、基本的には友好的で人見知りをしない、優しい性格。XY83話・84話では困ってる仲間のために勝手にモンスターボールから出てきて助ける役を買って出ることもあり、特に61話ではあえてピカチュウ共々ロケット団に捕まり、自身の蔓で檻のピッキングをした。仲間の中には打ち解けていて、特にユリーカやヤンチャムと遊ぶことが多い。66話ではシトロンの特訓のためミアレシティに先に戻り、サトシたち一行がミアレシティに到着した際ピカチュウと再会したことを喜んだ。また、セレナがマスタークラス出場を決めた際はヤンチャムを祝い自分の夕食を彼に渡した。ポケビジョンの撮影では緊張していたシトロンとホルビーと違い、彼だけ笑顔で写っていた。

非常に食いしん坊で、美味しいお菓子に目がなく、故にセレナのマカロンとポフレを気に入って、当初は独り占めした。ユリーカ曰く「1番ポフレを美味しく食べる子」。懲りずに度々マカロンやポフレを全て独り占めしてはつまみ食いしている。14話では再びマカロンを独り占めしてしまい、それが仇となって太って動きが鈍くなり、ケロマツだけでなくデデンネにすらも負けてしまった。しかし、その後おばあさん（声 - ゆきじ）と夫婦喧嘩していたおじいさん（声 - 宮澤正）のマフォクシーとのバトルでダイエットに成功した。これ以外にも災いすることが度々あり、フォッコ好みの辛い味を食べて炎を吐くというしっぺ返しを食らったり、89話ではイーブイをおびき寄せるために置いたポフレをホルビーが与えて逃がしてしまい、それに気づかず食べようとポフレが置かれてた切り株に乗ってしまった為に濡れ衣を着せられてしまったりしていた。

可憐な女の子に目がなく、惚れっぽい性格。ポケビジョンアイドルでありカロスクイーンのエルのパートナー・フォッコ（現在はマフォクシー）を映像で見た時は気に入って見とれていた。XY44話でハジメ（声 - 間島淳司）のニャオニクス♀も気に入ったが、リュウジ（声 - 浅利遼太）のニャオニクス♂と仲が良かった為に振られる。ヒオクシティでキレイハナにも惚れたがすぐに振られた。XY&Z16話のトライポカロンにて出場者アメリアの繰り出すハクリューとエーフィの「メロメロ」にかかる一面も見せた。XY84話ではおつかい中に女の子をナンパしようとして付き添いのホルビーに引き離されていた。セレナのイーブイと仲良くしようとしたが彼女が人見知りなため、積極的な彼のアプローチを苦手として怖がられていた。しかしイーブイがニンフィアに進化してからは人見知りを克服したため、XY&Z16話では初めてハリマロンに感謝の笑みを見せたのを喜んだ。最終回では彼女に抱きしめられて嬉しそうに泣いていた。

上記の通りお調子者で、トラブルの物事を大きくしたり、いざという時は怯えるなど、過去に登場したヒカリのポッチャマやサトシのミジュマルのような役回りのポケモン。XY71話では仲間とはぐれたセレナをボディガードしていい所を見せるゲコガシラと張り合おうとするが、いざ危険を感じるとセレナの後ろに隠れてしまった。サトシのミジュマルやハルカのエネコ、カスミのコダックなどと同様、勝手にボールから出てくることもある。またバトルには積極的ではなく、他のシトロンの手持ちの応援に回る事が多い。

セレナのヤンチャムとは初対面のイザコザから折り合いが悪く、よく張り合ったり喧嘩したりする仲である。フォッコたちがロケット団の攻撃を受けた後は息のあった連携を見せたが、その後手柄を主張し合って結局喧嘩になり、サトシ曰く「ケンカするほど仲が良い」関係におさまってしまう。その後もヤンチャムとは、昼食のつまみ食いで喧嘩することもしばしばだが、ミアレジム戦でヤンチャムに応援に誘われ隣同士で観戦する、相撲やチャンバラで遊ぶなど仲が悪いわけでなく、Z編2話ではイーブイを守るためにハリボーグやロケット団を相手に共闘した。最終回では友情の証としてヤンチャムから葉っぱを貰った。

シトロンにはよく懐いており、XY44話でシトロンがユリーカと喧嘩中2チームに割れて宝探しをする際、シトロンと前述のハジメのニャオニクスが割れてしまった時は迷いはしたもののシトロンを選んだり、シトロンが機械の修理に困った際におつかい役を買って出たり、荒野でバテたシトロンが倒れかけたのを支えようとした。またシトロンの妹のユリーカとも仲が良く、デデンネを除くシトロンのポケモンの中でも最もユリーカと遊んだり抱かれたりすることも多かった。ジム戦では戦力外からかシトロンの手持ちに参加できなかったことでふてくされ、ヤンチャムやユリーカ達に誘われて見物することになった。

ニャースの通訳によると一人称は「オレ」。しかしピカチュウとニャースがダークライにより見せられた悪夢の中での一人称は「僕」と喋っている。

使用技は「ミサイルばり」、「たいあたり」、「つるのムチ」。

#### レントラー
（コリンク）→ルクシオ→レントラー
- 声 - 寺崎裕香→佐藤健輔（レントラーに進化後）
- 性別：♂
- 登場時期：XY

XY47話から登場。シトロンが学生時代に出会ったポケモンでその頃はコリンクだった。シトロンが卒業研究に悩んでいた時に怪我をしていた所を保護され、一緒に過ごすようになる。卒業後、シトロンはコリンクをミアレに連れ帰ってパートナーにすると約束したが、町長（声 - うえだゆうじ）によって卒業パーティーの会場に連行されてしまい、コリンクはそれを知らずにシトロンを待っていた。二人はその日会う事は出来ず、それっきり会わない日が続いてしまった。その後はルクシオに進化して町を守っていたが、シトロンが数年ぶりに母校を訪れた際、ロケット団が電気を盗んでいる所を目撃し、ロケット団を攻撃する。地下でシトロンと再会したが、その時は置き去りにされたことを怒っていたのか、そのままロケット団を追いかけていってしまう。再び現れたロケット団に単身向かっていくも集中攻撃を喰らい、止めをさされかけた所を自身の正体に気づいたシトロンが身を挺してかばったことでシトロンとの友情が復活。共にロケット団を撃退した。その翌日、「今度は自分があの広場で待つ」と約束したシトロンの前に現れ、そのままゲットされた。XYからの登場だが第四世代のポケモンである。

性格は温厚かつ冷静。度々トラブルを起こすハリマロンや、肝心な時に寝てしまったデデンネなどに困った顔をして呆れる様子を見せることがあるが、同じ手持ちであるホルビー同様、幼い相手には良きお兄ちゃんタイプで面倒見がよい。透視能力があり、XY&Z9話では洞窟の道を探し当てた。

XY62話でカロス発電所を乗っ取ったロケット団の電波に操られてしまい、シトロンに「かみなりのキバ」を浴びせるが、電波が途切れた直後正気に戻り、「ほうでん」で電波を乱し、その直後にレントラーに進化。同時に「エレキフィールド」を習得し、電波発生装置を破壊。その場にいた電気ポケモン全員のでんき技を合わせてロケット団を吹っ飛ばした。なお、レギュラーの手持ちポケモンで進化した電気タイプはレントラーが初である。

ルクシオ時はほとんどバトルで活躍しなかったが、レントラーに進化してからはバトルの実力がかなり上がり、シトロンの切り札ポケモンとなる。その実力の高さ故に最もバトルで起用されることが多く、たびたび活躍している。XY64話では本来相性の悪いショータのキモリに勝利している。

XY67話のサトシとのジム戦では切り札として登場。「エレキフィールド」で威力を上げた電気技でルチャブル、ピカチュウを立て続けに倒すが、ヌメルゴンの「あまごい」によって「エレキフィールド」をかき消され、その後は優勢に試合を進めるも「がまん」による反動で倒された。

PM2ではベロベルトを相手に勝利。その後、サトシのネギガナイトの「スターアサルト」に一撃で敗れる。

使用技は「かみなりのキバ」、「ほうでん」、「スピードスター」、「ワイルドボルト」、「エレキフィールド」。

### ミアレジムのポケモン
以下のポケモンはミアレジムにいるポケモンで『XY&Z』現在、シトロイドの下にいる。

#### コイル
コイル
- 性別：不明
- 登場時期：XY

ミアレジムのポケモンの1体。以前はシトロンの指示を聞いていたが、シトロイドがジムを乗っ取った後にはシトロイドの指示しか聞かなくなってしまっていた。
侵入してきたシトロンとの再会を一瞬喜ぶ様子を見せたものの、シトロイドの指示でサトシたちを侵入者とみなして排除しようとしたが、ケロマツのケロムースで動きを封じられた。
シトロイドにリベンジをしに再挑戦した、アルバ戦では1体目。相性有利なビビヨンを相手に「エレキボール」を繰り出すも「フラッシュ」と「ちょうのまい」で翻弄され、「ねむりごな」で眠らせられ敗れる。
使用技は「でんきショック」、「エレキボール」。

#### レアコイル
レアコイル
- 性別：不明
- 登場時期：XY

ミアレジムのポケモンの1体でプリズムタワー内でコイルの動きを封じた所に出現。身体の分離でフォッコの「ひのこ」を回避したものの、コイル同様にケロマツのケロムースで動きを封じられた。
XY63話で再登場し、ホルビーが「ワイルドボルト」を覚える特訓の相手をした。
アルバ戦では2体目。「あまごい」→「かみなり」のコンボでビビヨン、カエンジシ♀を倒すも、カラカラの「かわらわり」で敗北。
使用技は「きんぞくおん」、「10まんボルト」、「あまごい」、「かみなり」、「ソニックブーム」。

#### エレザード
（エリキテル）→エレザード
- 声 - 古島清孝
- 登場時期：XY

シトロイドがシトロンとのご主人様認識バトルにおいて使用したポケモン。シトロンのパートナーポケモンで彼との再会を喜んでいた。XY30話で、エリキテルから「たいようのいし」を使って進化したことがシトロンの口から明かされた。ホルビーと戦い、「あなをほる」や「かげぶんしん」を「じならし」や「パラボラチャージ」で封じるも、地面からの「かげぶんしん」で翻弄され、「マッドショット」を受け敗北した。

サトシとのジム戦では再び手持ちに加わり、二体目として登場。前より素早さが上がっており、「でんじは」でヌメルゴンを麻痺させ相性の悪いルチャブルを苦戦させるが、襟巻を広げた際に一瞬動きが止める隙ができてしまい、「とびひさげり」を受け倒された。

アルバ戦では3体目。相性の悪いカラカラを持ち前のスピードで翻弄するも、最後は「きあいだま」と「ホネブーメラン」のぶつかり合いに敗れる。

使用技は「ドラゴンテール」、「パラボラチャージ」、「フラッシュ」、「でんじは」、「きあいだま」。以前は「10まんボルト」や「じならし」も使用。「じならし」はシトロンが知らない間にシトロイドが覚えさせたらしい。